# 11 januari
11 januari är den 11:e dagen på året i den gregorianska kalendern. Det återstår 354 dagar av året (355 under skottår).

## Återkommande bemärkelsedagar

### Helgdagar
- Marocko: Självständighetsförklaringens dag (ej att förväxla med självständighetsdagen 18 november)

### Övriga
- USA: Dagen för medvetenhet om människohandel[1]

## Namnsdagar

### I den svenska almanackan
- Nuvarande – Jan och Jannike
- Föregående i bokstavsordning
  - Hagar – Namnet infördes på dagens datum 1986, men utgick 2001.
  - Hugo – Namnet fanns fram till 1901 på 1 april, men flyttades detta år till dagens datum. Det fanns där fram till 2001, då det flyttades till 3 november.
  - Hyginus – Namnet fanns, till minne av 100-talspåven Hyginus, på dagens datum fram till 1901, då det utgick.
  - Jan – Namnet infördes 1986 på 20 september, men flyttades 1993 till 24 juni och 2001 till dagens datum.
  - Jannike – Namnet infördes på dagens datum 2001.
- Föregående i kronologisk ordning
  - Före 1901 – Hyginus
  - 1901–1985 – Hugo
  - 1986–1992 – Hugo och Hagar
  - 1993–2000 – Hugo och Hagar
  - Från 2001 – Jan och Jannike
- Källor
  - Brylla, Eva (red.): Namnlängdsboken, Norstedts ordbok, Stockholm, 2000. ISBN 91-7227-204-X
  - af Klintberg, Bengt: Namnen i almanackan, Norstedts ordbok, Stockholm, 2001. ISBN 91-7227-292-9

### Finlandssvenska almanackan
- Nuvarande från 1929[2] – Osvald
- I föregående revideringar[a][3]
  - inga ändringar sedan 1929

## Händelser
- 1055 – Theodora blir regerande kejsarinna över Bysantinska riket, sedan den sittande kejsaren och tillika hennes svåger Konstantin IX Monomachos har avlidit samma dag.
- 1436 – Erik av Pommern blir uppsagd tro och lydnad och därmed avsatt som svensk kung för andra gången. Landets högste befälhavare är därmed rikshövitsmannen Engelbrekt Engelbrektsson, som har innehaft denna post i ett år. I februari tvingas han dock dela den med den unge Karl Knutsson och i början av maj blir han mördad. Senare samma år återtas Erik av Pommern en tredje gång som kung av Sverige, innan han hösten 1439 blir avsatt för gott.
- 1657 – Under det pågående kriget mellan Sverige och Polen bränner staden Danzigs innevånare ner förstäderna till sin stad, så att inte svenskarna ska kunna utnyttja dem.
- 1693 – Siciliens östkust (vid Messinasundet) och en del av det italienska fastlandet samt Malta drabbas av en jordbävning, som åtföljs av en flodvåg. Mindre skalv har noterats redan två dagar tidigare, men detta blir det kraftigaste och omkring 60 000 människor omkommer, däribland omkring två tredjedelar av innevånarna i staden Catania. Vid återuppbyggnaden får området en mycket homogen stil, som kommer att kallas siciliansk barock.
- 1787 – Sir William Herschel upptäckter Uranus månar, Titania och Oberon.
- 1942 – Japan förklarar krig mot Nederländerna och inleder en invasion av kolonin Nederländska Ostindien (nuvarande Indonesien). Samma dag intar japanerna Kuala Lumpur, centralort i den brittiskt styrda federationen Förenade malajstaterna.
- 1946 – Enver Hoxha utropar Albanien till kommunistisk folkrepublik med sig själv som diktator. Han behåller makten till sin död (1985) och gör under denna tid Albanien till en av världens hårdaste polisstater.
- 1971 – Sedan den svenska tvåkammarriksdagen har avskaffats året innan öppnas den första enkammarriksdagen i provisoriska lokaler i det nyöppnade Kulturhuset vid Sergels torg i Stockholm. Först 1983 kan riksdagen flytta in i det renoverade riksdagshuset.
- 1974 – Den svenska riksdagens högtidliga öppnande hålls för sista gången i rikssalen på Stockholms slott. Från och med året därpå hålls öppnandet, enligt den nya riksdagsordningen, istället i riksdagshuset.
- 1996
  - Chefsåklagaren lägger ned förundersökningen mot socialdemokraternas partisekreterare Mona Sahlin, som står anklagad för missbruk av tjänstekontokort.
  - Rymdfärjan Endeavour skjuts upp på uppdrag STS-72[4]

## Födda
- 1732 – Peter Forsskål, svensk naturforskare, orientalist och filosof
- 1780 – Erik Gabriel Melartin, finsk kyrkoman, Finlands ärkebiskop
- 1799 – James Turner Morehead, amerikansk politiker, kongressledamot
- 1839 – Herman Hultberg, svensk jurist och riksdagsman
- 1842 – Erik Norman, svensk lantbrukare och liberal politiker
- 1852 – Konstantin Fehrenbach, tysk politiker, Tysklands rikskansler
- 1856 – Christian Sinding, norsk kompositör
- 1859 – George Nathaniel Curzon, brittisk politiker och statsvetare, vicekung och generalguvernör i Indien, Storbritanniens utrikesminister
- 1860
  - Aron Johansson, svensk arkitekt
  - Fredrik Sterky, fackföreningsman, tidningsman, LO:s förste ordförande
- 1868 – William P. Jackson, amerikansk republikansk politiker, senator för Maryland
- 1872
  - Herbert Baddeley, brittisk tennisspelare
  - Wilfred Baddeley, brittisk tennisspelare
- 1875 – Reinhold Glière, rysk/sovjetisk kompositör
- 1877 – Oskar Andersson svensk skämt- och serietecknare med signaturen OA
- 1893 – Harley M. Kilgore, amerikansk demokratisk politiker, senator för West Virginia
- 1897 – Ivar Hallbäck, svensk operasångare (andre tenor) och skådespelare
- 1898 – Hans Kirk, dansk författare
- 1902
  - Verner Arpe, svensk skådespelare
  - Maurice Duruflé, fransk organist och kompositör
- 1903
  - Irma Leoni, svensk revyskådespelare och sångare
  - Alan Paton, sydafrikansk författare och liberal politiker
- 1905 – Manfred B. Lee, amerikansk författare, som tillsammans med kusinen Frederic Dannay skrev under pseudonymen Ellery Queen
- 1906 – Albert Hofmann, schweizisk kemist
- 1907 – Pierre Mendès France, fransk politiker, Frankrikes premiärminister
- 1910 – Trygve Bratteli, norsk politiker, Norges statsminister
- 1911
  - Harald Heide Steen, norsk skådespelare
  - Zenko Suzuki, japansk politiker, Japans premiärminister
- 1914 – Joseph L. Fisher, amerikansk demokratisk politiker, kongressledamot
- 1923 – Carroll Shelby, amerikansk racerförare, pilot och bilkonstruktör
- 1924 – Roger Guillemin, fransk-amerikansk neuroendokrinolog, mottagare av Nobelpriset i fysiologi eller medicin 1977
- 1926 – Sten G. Camitz, svensk regissör, fotograf, klippare och filosof
- 1930 – Rod Taylor, australisk skådespelare
- 1934
  - Jean Chrétien, kanadensisk politiker, premiärminister
  - Sven Wollter, svensk skådespelare
- 1935 – Ghita Nørby, dansk skådespelare
- 1936 – Charles Porter, australisk friidrottare
- 1940 – Bertil Bertilson, svensk musiker, kompositör och sångare, medlem i gruppen Rockfolket
- 1941 – Gérson, brasiliansk fotbollsspelare
- 1942 – Clarence Clemons, amerikansk skådespelare och musiker, saxofonist i gruppen The E Street Band
- 1944 – Shibu Soren, indisk politiker, partiledare för Jharkhand Mukti Morcha
- 1950 – Lars-Erik Lövdén, svensk socialdemokratisk politiker, Sveriges biträdande finansminister 1998–2004, landshövding i Hallands län
- 1952
  - Ben Crenshaw, amerikansk golfspelare
  - Diana Gabaldon, amerikansk författare
  - Kim Hartman, brittisk skådespelare
- 1954 – Kailash Satyarthi, indisk aktivist för barns rättigheter, mottagare av Nobels fredspris 2014
- 1958 – Vicki Peterson, amerikansk musiker, medlem i gruppen The Bangles
- 1960 – Mike Turner, amerikansk republikansk politiker
- 1961 – Karl Habsburg-Lothringen, österrikisk politiker
- 1963 – Jason Connery, brittisk skådespelare
- 1965 – Fredrik Hammar, svensk skådespelare, musiker och sångare
- 1968
  - Tom Dumont, amerikansk musiker, medlem i gruppen No Doubt
  - Benjamin List, tysk kemist, mottagare av Nobelpriset i kemi 2021
- 1971
  - Mary J. Blige, amerikansk sångare
  - Priyanka Gandhi, indisk politiker
- 1972 – Amanda Peet, amerikansk skådespelare
- 1975
  - Matteo Renzi, italiensk politiker
  - Timbuktu, svensk hiphopartist
- 1978 – Emile Heskey, engelsk fotbollsspelare
- 1983
  - Miho Bošković, kroatisk vattenpolospelare
  - André Myhrer, svensk alpin skidåkare
  - Kaisa Mäkäräinen, finländsk skidskytt
- 1997 – Cody Simpson, australisk musiker
- 1998 – Yasin, svensk rappare

## Avlidna
- 705 – Johannes VI, påve
- 1055 – Konstantin IX Monomachos, bysantinsk kejsare
- 1494 – Domenico Ghirlandaio, italiensk målare under ungrenässansen
- 1675 – Petrus Magni Gyllenius, svensk präst och dagboksskrivare
- 1753 – Hans Sloane, brittisk samlare och naturforskare, grundare av British Museum
- 1843 – Francis Scott Key, amerikansk advokat, författare av texten till den amerikanska nationalsången
- 1849 – Ray Greene, amerikansk politiker, senator för Rhode Island
- 1896 – George G. Wright, amerikansk republikansk politiker och jurist, senator
- 1891
  - Georges-Eugène Haussmann, fransk stadsplanerare och finansman
  - Carl Johan Thyselius, svensk politiker och ämbetsman, Sveriges ecklesiastikminister, civilminister och statsminister
- 1900 – Fredrik Sterky, fackföreningsman, tidningsman, LO:s förste ordförande
- 1909 – Joseph Wharton, amerikansk affärsman
- 1911 – Charles J. Hughes, amerikansk demokratisk politiker, senator för Colorado
- 1917 – Wayne MacVeagh, amerikansk diplomat och politiker, USA:s justitieminister
- 1928 – Thomas Hardy, brittisk författare
- 1929 – Elfrida Andrée, svensk tonsättare och dirigent, Sveriges första kvinnliga domkyrkoorganist och telegrafist
- 1931 – Giovanni Boldini, italiensk konstnär
- 1944
  - Galeazzo Ciano, italiensk politiker, svärson till Benito Mussolini (avrättad)
  - Emilio De Bono, italiensk militär och politiker (avrättad)
- 1947
  - Lynn Frazier, amerikansk politiker, guvernör i North Dakota och senator för samma delstat
  - John Wallin, svensk skådespelare
- 1952 – Jean de Lattre de Tassigny, fransk fältmarskalk
- 1954 – John Simon, 1:e viscount Simon, brittisk politiker
- 1955 – Rodolfo Graziani, italiensk general
- 1957 – Nils Ahnlund, svensk historiker, ledamot av Svenska Akademien
- 1958 – Edna Purviance, amerikansk skådespelare
- 1966
  - Alberto Giacometti, schweizisk skulptör och målare
  - Lal Bahadur Shastri, indisk politiker och premiärminister
- 1969 – Richmal Crompton, brittisk författare, mest känd för Bill-böckerna
- 1978 – Michael Bates, brittisk skådespelare (cancer)
- 1983 – G.D. Birla, indisk affärsman och politiker
- 1985 – Henry Olsson, svensk författare, ledamot av Svenska Akademien
- 1988
  - Isidor Isaac Rabi, amerikansk fysiker, mottagare av Nobelpriset i fysik 1944
  - John J. Williams, amerikansk republikansk politiker, senator för Delaware
- 1989 – Einar Andersson, svensk operasångare
- 1991 – Carl D. Anderson, amerikansk experimentalfysiker, mottagare av Nobelpriset i fysik 1936
- 1992 – Shanda Sharer, amerikansk flicka och mordoffer
- 1994 – Helmut Poppendick, tysk SS-läkare
- 1999 – Fabrizio De André, italiensk vispoet
- 2002 – Hilding Mickelsson, svensk naturfotograf, författare och hembygdsforskare
- 2007 – Robert Anton Wilson, amerikansk författare och individualanarkist
- 2008
  - Edmund Hillary, nyzeeländsk bergsbestigare, den första människan som besteg Mount Everest
  - Martin Escobar, svensk simmare
- 2009 – Antonio Durán, spansk-svensk fotbollstränare
- 2010
  - Gunnar Eklund, svensk generallöjtnant och försvarsstabschef
  - Miep Gies, nederländsk kvinna, den sista överlevande av dem som hjälpte Anne Frank och hennes familj att gömma sig under andra världskriget
  - Éric Rohmer, fransk filmregissör
- 2011 – Zoltán Berczik, ungersk bordtennisspelare och -tränare, europamästare under 1950- och 1960-talen
- 2013
  - Aaron Swartz, amerikansk dataprogrammerare och internetaktivist
  - Lars Werner, svensk politiker, partiledare för Vänsterpartiet, riksdagsledamot
- 2014 – Ariel Sharon, israelisk politiker och militär, Israels premiärminister
- 2015 – Anita Ekberg, svensk fotomodell och skådespelare
- 2016 – Gunnel Vallquist, svensk författare, översättare och kritiker, ledamot av Svenska Akademien
- 2019 – Michael Francis Atiyah, brittisk matematiker
- 2021 – Tord Peterson, svensk skådespelare